# Fågelfjärilar

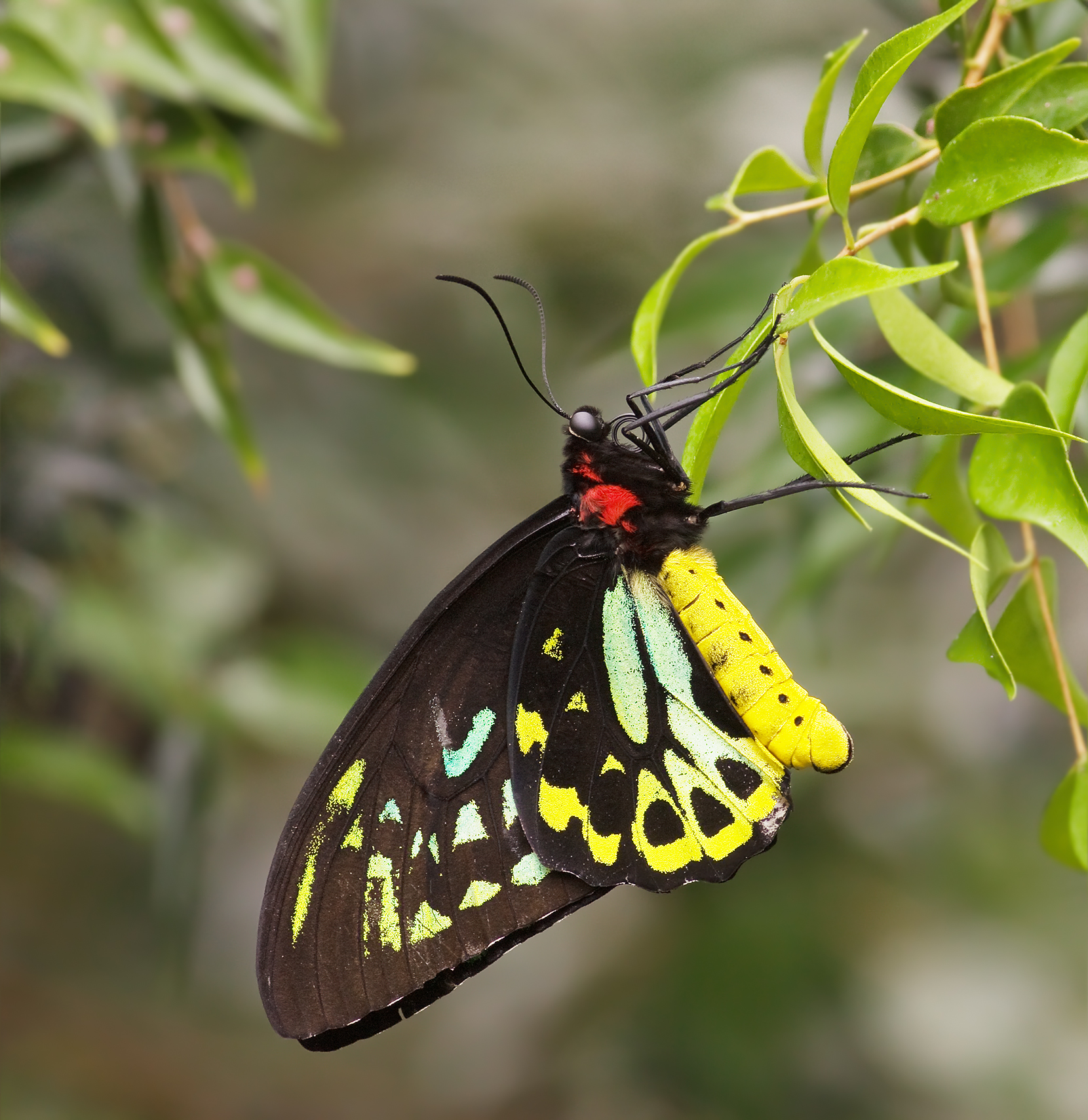
Ornithoptera euphorion, hane.

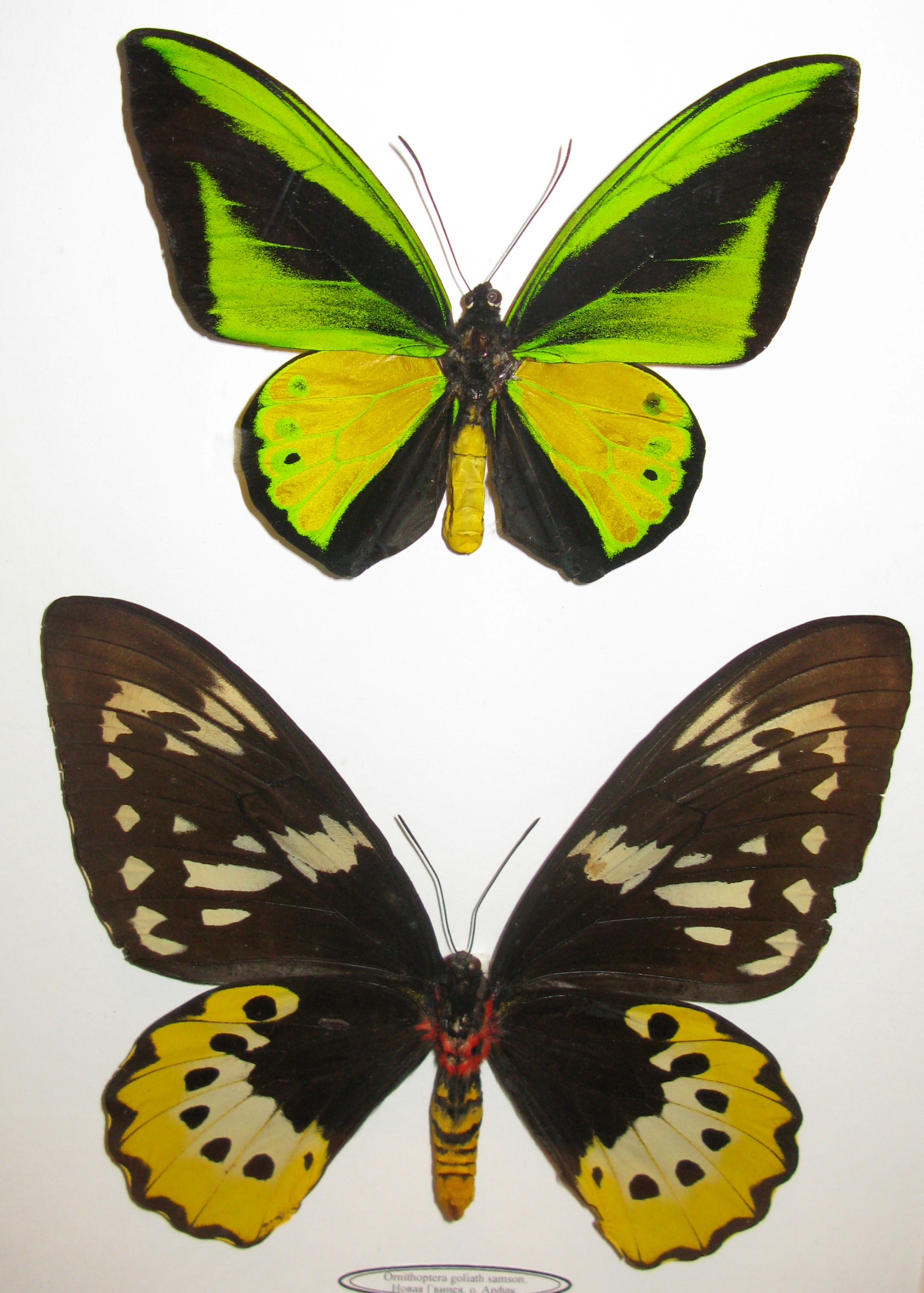
En hane (överst) och hona (underst) av arten Ornithoptera goliath.

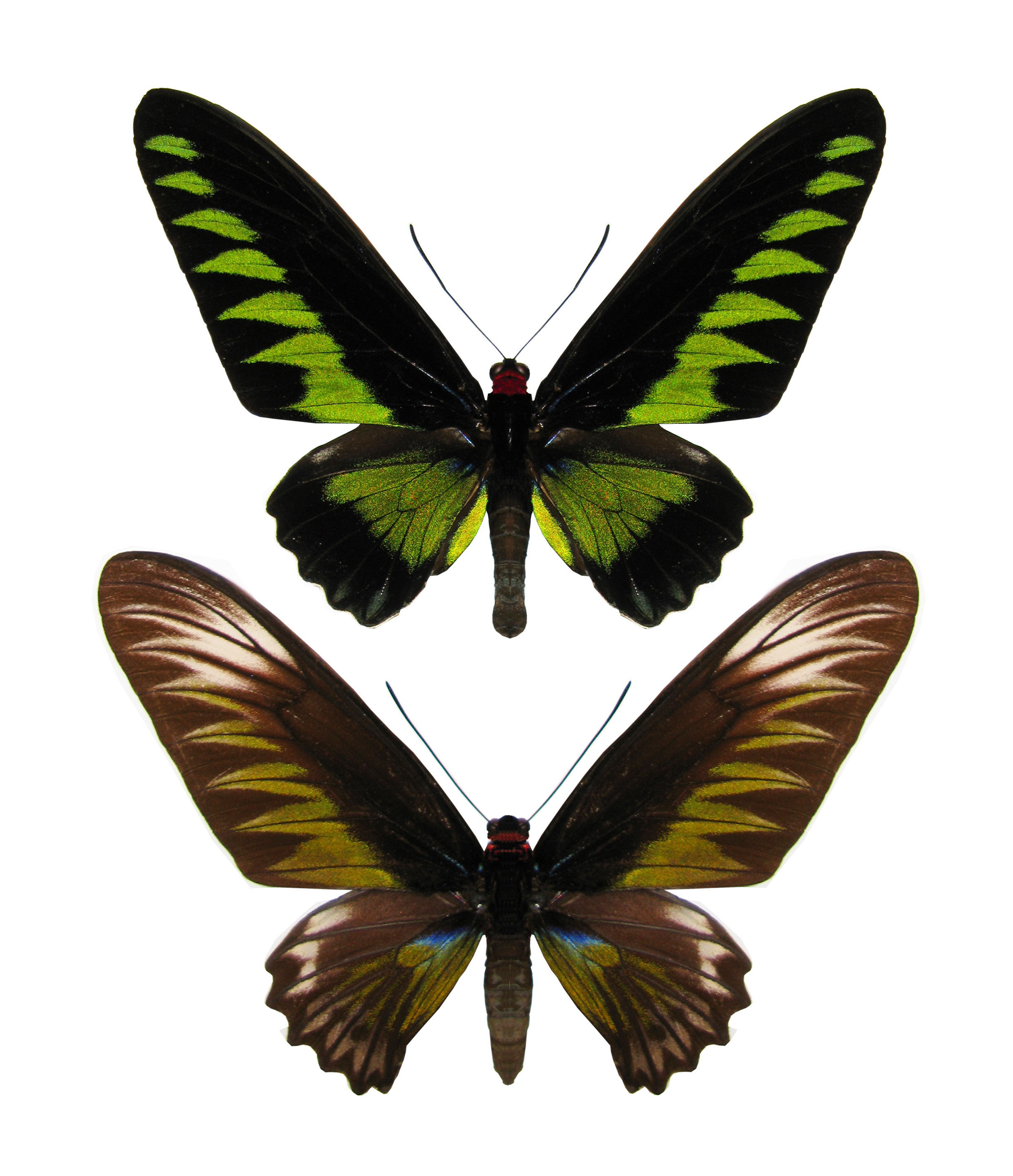
En hane (överst) och hona (underst) av Raja Brookes fågelfjäril (Trogonoptera brookiana). Arten har fått sitt namn efter James Brooke.

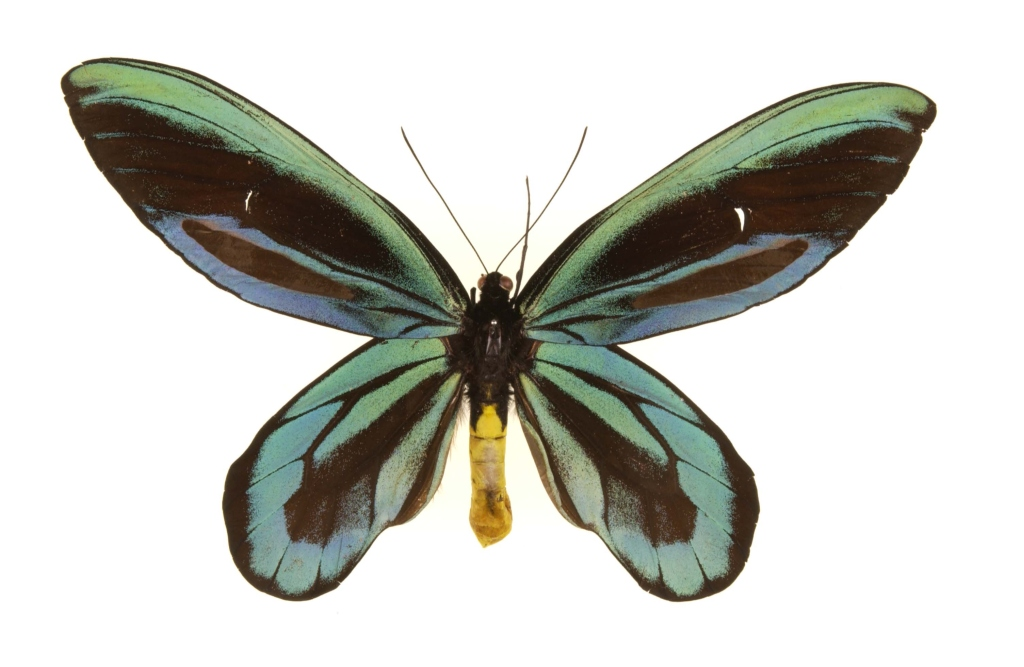
Ornithoptera alexandrae, hane.

Fågelfjärilar eller fågelvingar är en benämning på stora, färggranna fjärilar ur släktena Trogonoptera, Troides och Ornithoptera som förekommer i Indien och på Sri Lanka och vidare till Sydostasien och delar av Australasien. Fågelfjärilar är dagfjärilar och ingår i familjen riddarfjärilar och underfamiljen svalstjärtar.
Till fågelfjärilarna räknas några av de största fjärilarna i världen, däribland paradisfågelvingen (Ornithoptera alexandrae) vars vingspann kan vara upp till 28 centimeter.
På grund av sin storlek och färggranna utseende har fågelfjärilar blivit populära bland fjärilssamlare världen över. Det har lett till att vissa arter insamlats okontrollerat och blivit hotade. Numera är alla fågelfjärilar skyddade genom att de är upptagna på CITES listor för att reglerar handeln. Framgång med uppfödning i fångenskap är också en orsak till att insamlingen av vissa arter av fågelfjärilar i det vilda minskat. Flera fågelfjärilar finns upptagna på internationella naturvårdsunionens rödlista. Ett av hoten mot dem förutom illegal insamling är habitatförlust, då många arter lever i regnskogar som hotas av avverkning.

## Systematik
Det anses vanligen finnas mellan 30 och 40 arter av fågelfjärilar. Många arter av fågelfjärilar har flera underarter eller varianter. 
- Fjärilar (Lepidoptera)
  - familj Riddarfjärilar (Papilionidae)
    - underfamilj Svalstjärtar (Papilioninae)
      - Fågelfjärilar (orankad)
        - släktet Trogonoptera (Rippon, 1890)
          - Trogonoptera brookiana (Wallace, 1855)
          - Trogonoptera trojana (Honrath, 1886)

        - släktet Troides (Hübner, 1819)
          - undersläktet Ripponia (Haugum & Low, 1975)
            - Troides hypolitus (Cramer, 1775)

          - undersläktet Troides (Hübner, 1819)
            - Troides aeacus (Felder & Felder, 1860)
            - Troides amphrysus (Cramer, 1782)
            - Troides andromache (Staudinger, 1892)
            - Troides criton (Felder & Felder, 1860)
            - Troides cuneifera (Oberthür, 1879)
            - Troides darsius (Gray, 1853)
            - Troides haliphron (Boisduval, 1836)
            - Troides helena (Linné, 1758)
            - Troides magellanus (Felder & Felder, 1862)
            - Troides minos (Cramer, 1779)
            - Troides miranda (Butler, 1869)
            - Troides oblongomaculatus (Goeze, 1779)
            - Troides plateni (Staudinger, 1888)
            - Troides plato Wallace, 1865
            - Troides prattorum (Joicey & Talbot, 1922)
            - Troides rhadamantus (Lucas, 1835)
            - Troides riedeli (Kirsch, 1885)
            - Troides staudingeri (Röber, 1888)
            - Troides vandepolli (Snellen, 1890)

        - släktet Ornithoptera (Boisduval, 1832)
          - undersläktet Aetheoptera
            - Ornithoptera victoriae (Gray, 1856)

          - undersläktet Ornithoptera
            - Ornithoptera aesacus (Ney, 1903)
            - Ornithoptera croesus (Wallace, 1859)
            - Ornithoptera priamus (Linné, 1758)

          - undersläktet Schoenbergia
            - Ornithoptera chimaera (Rothschild, 1904)
            - Ornithoptera goliath (Oberthür, 1888)
            - Ornithoptera meridionalis (Rothschild, 1897)
            - Ornithoptera paradisea (Staudinger, 1893)
            - Ornithoptera rothschildi (Kenrick, 1911)
            - Ornithoptera tithonus (de Haan, 1841)

          - undersläktet Straatmana
            - Ornithoptera alexandrae (Rothschild, 1907)

          - Ej inordnade i undersläkte
            - Ornithoptera euphorion (G.R. Gray 1852)
            - Ornithoptera richmondia (Gray, 1853)

### Hybrider
- O. rothschildi x O. priamus poseidon, först beskriven som Ornithoptera akakeae. Endast känd från ett exemplar från Västpapua.
- O. victoriae x O. priamus urvilleanus, först beskriven som Ornithoptera allotei. Sällsynt, känd från öarna Bougainville och Malaita.